# Ałła Korolewa
Ałła Pietrowna Korolewa z d. Szepielewa (ros. Алла Петровна Королева z d. Шепелева, ur. 24 listopada 1940 w Moskwie) – rosyjska florecistka reprezentująca ZSRR, złota medalistka mistrzostw świata.
Podczas mistrzostw świata w Gdańsku w 1963 roku reprezentacja ZSRR w składzie: Galina Gorochowa, Aleksandra Zabielina, Ałła Szepielewa, Diana Nikanczikowa i Tatjana Pietrienko-Samusienko zdobyła złoty medal we florecie drużynowym. Był to jedyny medal Korolewej wywalczony w zawodach tego cyklu.
Nigdy nie wzięła udziału w igrzyskach olimpijskich.